# Torre de Biota
La torre de Biota o torre del Conde de Aranda se encuentra situado en el municipio español de Biota (Zaragoza) en la provincia de Zaragoza.

## Historia
Formaba parte de un conjunto de castillos defensivos existentes entre Loarre y Sos. Sus puntos cercanos de apoyo serían el castillo de Royta, el castillo de Petilla, el castillo de Uncastillo y el castillo de Sibirana, además de la torre de Layana. La fortificación musulmana a que se enfrentaban era el castillo de Sádaba. 
Se estima que su construcción pudo ser realizadad en la segunda mitad del siglo XI, durante el reinado de Sancho Ramírez.
Fue entregada en honor regalis a Fortunio Aznárez y Sancho Aznárez, con el encargo de repoblarla, y se conoce que en 1169 la tenía Pedro de Urrea, permaneciendo en la familia hasta que en 1348, cuando en la batalla de Épila, murieron los entonces tenentes, Juan Jiménez de Urrea y su hijo Juan luchando contra Pedro IV. Entonces pasó a Pedro de Ejérica que al casar con doña Violante Ximénez de Urrea en 1359 hizo que el castillo volviera nuevamente a la familia.

## Descripción
Se encuentra situado en lo más alto de la localidad sobre una meseta. Lo único que queda del castillo medieval es el presente torreón que se encuentra junto al Palacio de los Condes de Aranda, al que está unido por una pasarela que une la primera planta de ambas construcciones. Se trata de un torreón románico en el que solamente se abren algunas aspilleras y que no conserva el remate original. El acceso a la torre se realiza en altura como es común en las torres defensivas de la época.